# Victoria 392
 Victoria 392 es una película de Argentina filmada en colores dirigida por Fernando Castets y Juan José Campanella según su propio guion que se estrenó el 19 de octubre de 1984 y que tuvo como protagonistas a Eduardo Blanco, Osvaldo Peluffo, Omar Pini y Dania Asayag.

## Reparto
- Eduardo Blanco
- Osvaldo Peluffo
- Omar Pini
- Dania Asayag
- Osvaldo Belli
- Horacio Heredia
- Bettina Hudson
- Carlos López
- Esteban Bruzzone
- Juan José Campanella
- Juan Carlos Campanella
- Marta Cazenave
- Marcelo Céspedes
- Toto Gutiérrez
- Gonzalo Gabriel López
- Pablo Nisenson
- Susana Nova
- Gabriel Palermo
- Emilio Puertas
- Jimmy Rivero
- Jorge Salazar
- Miguel Ángel Telleria
- Fernando Castets
- Tristán Pellegrini
- Víctor Pellegrini
- Buby Corgo
- Claudia Parada
- Sonia Palermo
- Graciela Viarnés
- Diego Gotheil

## Comentarios
Los directores de la película dijeron en La Razón:

”El film tiene malos no tan malos y buenos no tan buenos, persecuciones y noticias candentes, octosílabos, consonantes, inválidos aprovechadores, enmascarados siniestros, perros muertos, monumentos a Pichuco, diamantes eternos, cubos mágicos, hadas madrinas, ratones bailarines, encuentros cercanos, viejos hombres del río y algo de humor, proponen sus hacedores.”

Manrupe y Portela escriben:

”Comedia policial filmada en Súper 8 con algunos futuros directores en su reparto.”